# Echte Akazie
Die Echte Akazie (Acacia pulchella), als weiterer Trivialname wird auch die Übersetzung des in Australien verwendeten Namens „Prickly Moses“: Mosesdorn verwendet, ist eine Pflanzenart, die zur Gattung der Akazien (Acacia) in der Familie der Hülsenfrüchtler (Fabaceae) gehört.

## Beschreibung

### Vegetative Merkmale
Acacia pulchella wächst als immergrüner Strauch, der Wuchshöhen von meist 0,5 bis 1,5 Meter, selten bis zu 3 Meter und erreicht. Die Rinde der Zweige ist je nach Varietät behaart oder kahl. Es sind blattachselständig meist ein oder zwei meist 2 bis 20 mm lange Dornen je Nodium (Knoten), manchmal weniger bis keine vorhanden.
Die wechselständigen Laubblätter sind doppelt gefiedert. Der Blattstiel ist 0.5 bis 6 mm lang. Es ist nur ein Paar Fiederblätter erster Ordnung mit einer Länge von 1 bis 15 mm vorhanden. Es sind zwei bis elf Fiederblättchen zweiter Ordnung vorhanden; sie sind länglich bis verkehrt-eiförmig oder verkehrt-lanzettlich, 1 bis 6 mm lang, 0,5 bis 2 mm breit, flach, grün bis bläulich, kahl bis flaumig behaart. Die Nebenblätter sind trockenhäutig und die Nebenblättchen sind 3 mm lang. Es sind Drüsen in den Achseln der Fiederblätter erster Ordnung vorhanden.

### Generative Merkmale
Im Winter und Frühjahr erscheinen seitenständig in rudimentären traubigen Gesamtblütenständen mit etwa 3 mm langen Blütenstandsachsen ein bis drei kopfige Teilblütenstände. Die 1 bis 15 (selten bis 20) mm langen Blütenstandsschäfte der kopfigen Teilblütenstände sind je nach Varietät behaart oder kahl. Jeder kugelige, kopfige Teilblütenstand enthält 10 bis 40, selten bis zu 60 Blüten. Es sind Deckblätter vorhanden. Die zwittrigen Blüten sind radiärsymmetrisch, fünfzählig und goldgelb. Die fünf Kelchblätter sind auf der Hälfte bis zu zwei Drittel ihrer Länge verwachsen. Es sind fünf Kronblätter, viele Staubblätter und ein Fruchtblatt vorhanden.
Die schmal längliche Hülsenfrucht ist flach bis leicht gewellt, 1,5 bis 5 cm lang, meist 3 bis 5 mm breit, behaart oder kahl mit dickem Rand. Die braunen Samen sind mit einer Länge von 2,5 bis 4,5 mm meist länglich und besitzen einen Arillus.

### Chromosomenzahl
Die Chromosomenzahl beträgt 2n = 26.

## Ökologie
Acacia pulchella ist ein Feuerkeimer, die Samen keimen also nur nach einem großen Feuer in reichlicher Menge. Keimung nach kleinen Feuern oder unter feuchten Bedingungen erfolgt nur in geringem Maße.

## Vorkommen
Acacia pulchella ist im Südwesten des australischen Bundesstaates Western Australia von Port Gregory bis Cape Arid weit verbreitet. Sie ist in der Nähe von Sümpfen oder Wasserläufen zu finden und bevorzugt nährstoffarme, sandige Böden, fette Lehmböden und Laterit.

## Systematik
Acacia pulchella wurde 1813 durch R.Br. in William Townsend Aiton: Hortus Kewensis, …., 2. Auflage, 5, S. 464 erstveröffentlicht und gehört zur Sektion Pulchellae in der Untergattung Phyllodineae innerhalb der Gattung Acacia.
Die vier anerkannten Varietäten unterscheiden sich vor allem in Wuchshöhe, Vorhandensein von Pflanzenhaaren (Trichomen) auf der Rinde und dem Blütenstandsschaft, Anzahl und Länge der Dornen, sowie Größe der Laubblätter:
- Acacia pulchella var. glaberrima Meisn. (Acacia hispidissima DC.): Wuchshöhe 0,5 bis 2 (bis 3) Meter.[7]
- Acacia pulchella var. goadbyi (Domin) Maslin (Syn.: Acacia goadbyi Domin): Wuchshöhe (0,3 bis) 0,5 bis 1,5 Meter, gelegentlich dornenlos.[8]
- Acacia pulchella var. pulchella: Wuchshöhe meist 0,5 bis 1 (0,15 bis 1,5) Meter.[9][10]
- Acacia pulchella var. reflexa Maslin: Wuchshöhe 0,4 bis 1 Meter, gelegentlich dornenlos.[11]